# Arhopala sangira
Arhopala sangira är en fjärilsart som beskrevs av George Thomas Bethune-Baker 1897. Arhopala sangira ingår i släktet Arhopala och familjen juvelvingar. Inga underarter finns listade i Catalogue of Life.

## Bildgalleri

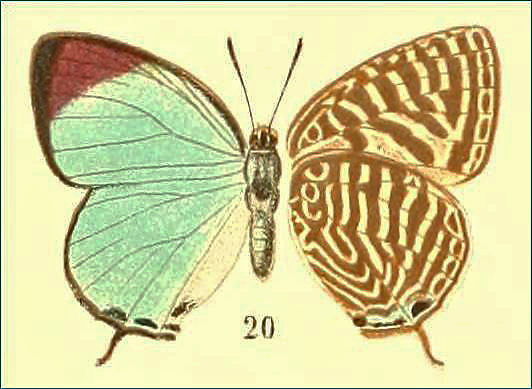